# Ugandi (Schiff)
Die Ugandi (Kennung: M315) ist ein Minenjagdboot der Marine Estlands. Die Ugandi ist das letzte von insgesamt drei modernisierten Booten der Sandown-Klasse, welche die estnischen Seestreitkräfte von der Royal Navy erworben haben. Ursprünglich wurde das Boot als Bridport von der Royal Navy genutzt.

## Geschichte
Nach seiner Fertigstellung, als letztes von fünf Booten des ersten Bauloses der Sandown-Klasse durch die Werft Vosper Thornycroft in Southampton im Jahre 1993, stand das Boot als Bridport (benannt nach der gleichnamigen Hafenstadt im Süden Englands) im Dienst der Royal Navy. Diese stellte es 2004 außer Dienst und verkaufte es, zusammen mit den Schwesterschiffen Sandown und Inverness, an die estnische Marine.
Danach wurde die Bridport drei Jahre lang in der Syncrolift-Schiffswerft in Rosyth modernisiert und überholt. Das Projekt wurde forciert, um das Modernisierungsprogramm der estnischen Marine schnellstmöglich abzuschließen. In einer feierlichen Zeremonie wurde das Boot im Jahr 2009 in Ugandi (nach der früheren estnischen Grafschaft Ugandi) umbenannt und in die Minenabwehrdivision („Miinilaevade Divisjon“) eingegliedert.

## Technik
Das Schiff ist Träger von funkgesteuerten Minenräumsystemen und Basis von Minentauchern. Anders, als bei der zuvor von der estnischen Marine eingesetzten Lindau-Klasse, wurde die Hülle der Sandown-Klasse aus GFK gebaut, um ihre magnetischen Signaturen zu reduzieren. Aus demselben Grund wurden andere Bauteile der Boote auch aus Nichteisenmetallen gefertigt. Die Ugandi ist mit einem Voith-Schneider-Antrieb ausgerüstet. Durch diesen Antrieb und durch zwei Bugstrahlruder ist sie sehr manövrierfähig.
Das Boot unterscheidet sich von der Admiral Cowan und der Sakala (den beiden anderen estnischen Einheiten der Sandown-Klasse) dadurch, dass es von Anfang an mit einer ZU-23-2-Zwillings-Flugabwehrkanone und einem Klein-5000-Seitensichtsonar ausgerüstet wurde. Bei den übrigen Einheiten, die über ein Sonar von Thales verfügen, wurde das Flugabwehrgeschütz erst später nachgerüstet.

## Zweite Dienstzeit (estnische Marine)

### Aufgaben
- Sicherheit und Freiheit in estnischen Gewässern gewährleisten
- Minenräumen
- Seenotrettungsdienst
- Beteiligung an Einsätzen im Rahmen von BALTRON
- Vertretung Estlands bei internationalen Übungen und Operationen
- Zusammenarbeit mit dem Grenzschutz
- Ausbildung der Besatzung

### Schiffswappen und -motto
Das Schiffsmotto lautet in Latein „Semper Ante“, auf Deutsch „Immer Vorwärts“. Das Schiffswappen wurde, wie bei den beiden Schwesterschiffen, von Priit Herodes entworfen.
Im Oktober 2010 wurde ein Kooperationsvertrag zwischen der Verwaltung von Otepää und der estnischen Marine unterzeichnet. Dieser gibt der Ugandi das Recht zum Tragen des Wappens von Otepää.

### Kommandanten
- Vanemleitnant/Kaptenmajor Villu Klesmann[2] (bis 2013)
- Vanemleitnant/Kaptenmajor Marek Mardo (2013–2018)
  - Nooremleitnant Jaanus Pulk-Piatkowski (2018)
- Vanemleitnant/Kaptenmajor Martin Aeltermann (2018–2021)
- Kaptenmajor Janno Lauri (seit 2021)